# مجموعات دينية رئيسية

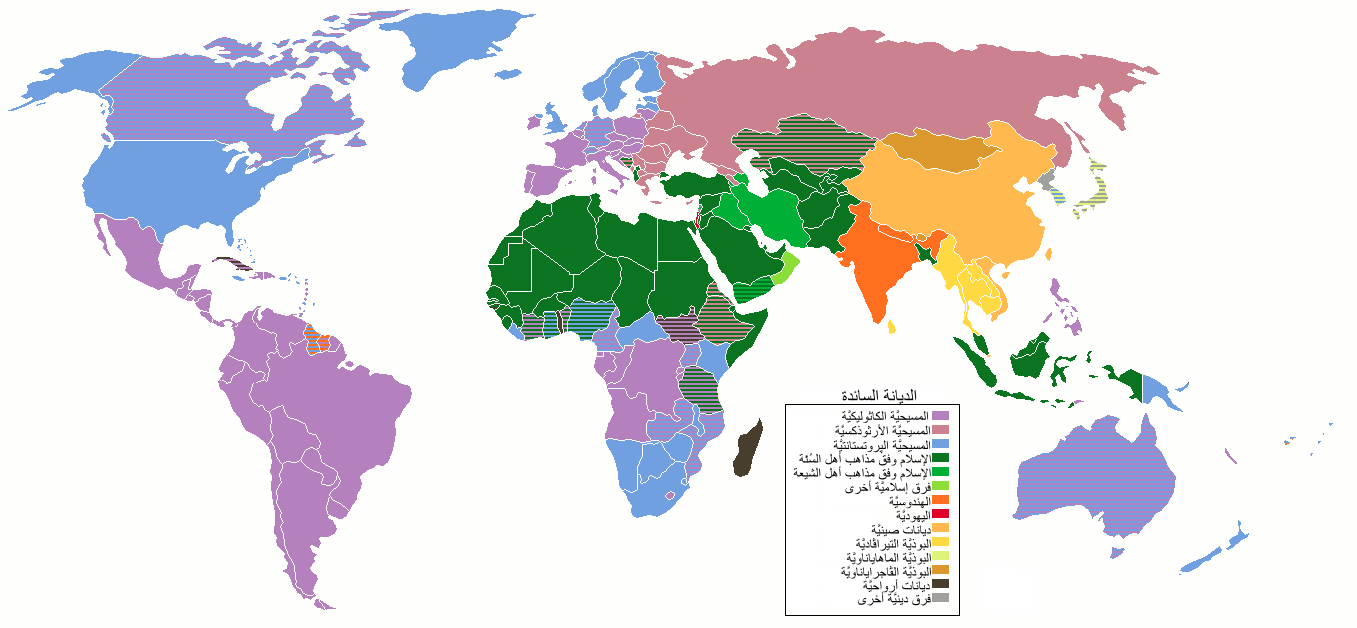
خارطة تُظهرُ توزّع الديانات الرئيسيَّة بطوائفها حول العالم.

يمكن تصنيف الديانات والتقاليد الروحية الرئيسية في العالم بحسب عدد صغير من المجموعات الرئيسية، على الرغم من أن هذه ليست ممارسة موحدة على الإطلاق. بدأت هذه النظرية في القرن الثامن عشر بهدف التعرف على المستويات النسبية للتحضر في المجتمعات.

## تاريخ التصنيف الديني

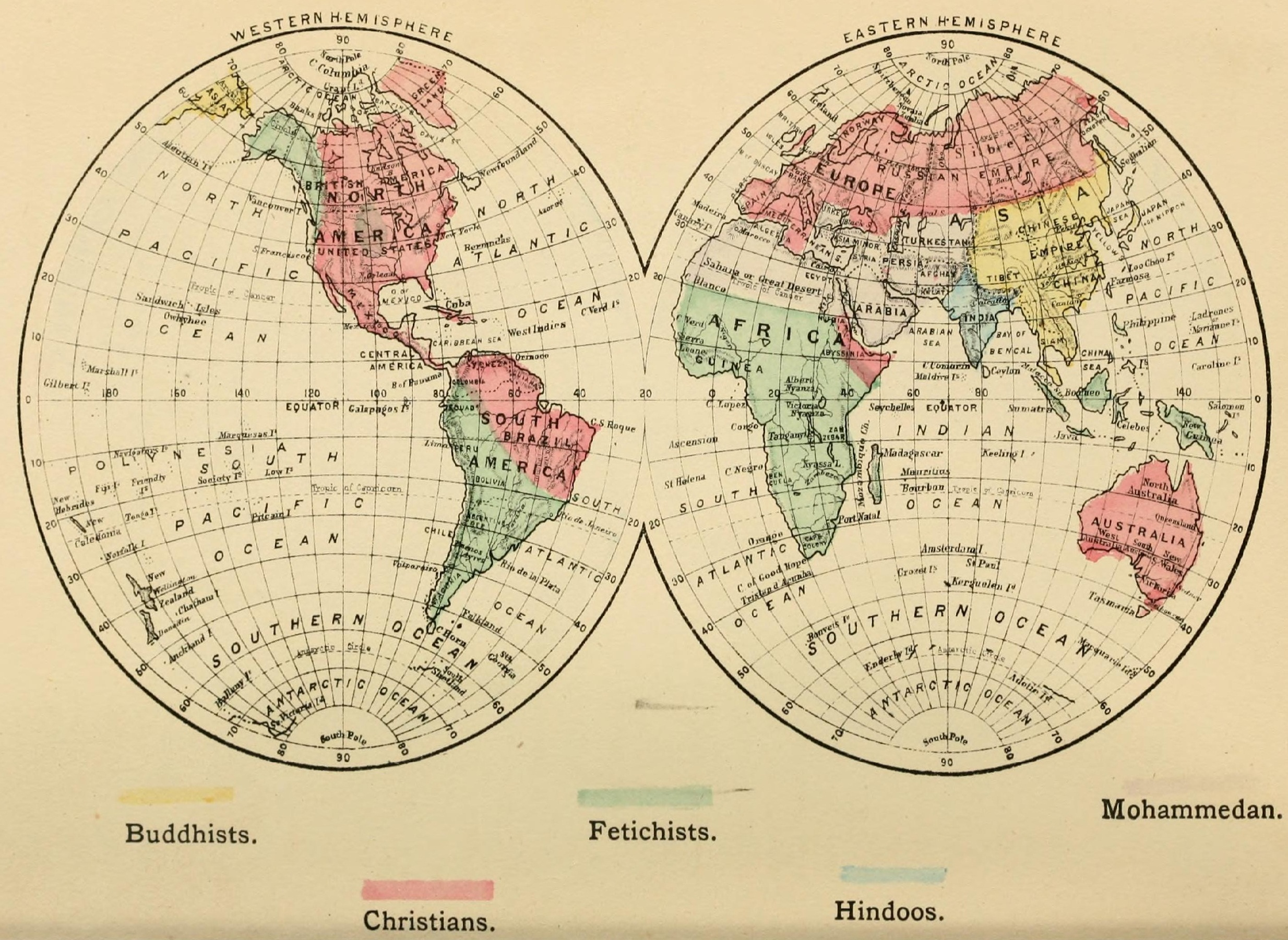
خريطة العالم لعام 1883 مقسمة إلى ألوان تمثل "المسيحيين والبوذيين والهندوس والمحمديين والوثنيين".

في الثقافات العالمية، كان هناك تقليدياً العديد من المجموعات المختلفة من المعتقدات الدينية. في الثقافة الهندية، كانت الفلسفات الدينية المختلفة تحترم تقليدياً على أنها اختلافات أكاديمية في السعي وراء نفس الحقيقة. في الإسلام، يذكر القرآن ثلاث فئات مختلفة: المسلمون، وأهل الكتاب، وعباد الأوثان. في البداية، كان للمسيحيين تفرعات بسيطة عن معتقدات العالم: الحضارة المسيحية مقابل الهرطقة الأجنبية أو الوحشية. في القرن الثامن عشر، تم توضيح «الهرطقة» لتعني كل من اليهودية والإسلام؛ إلى جانب الوثنية، وخلق هذا تصنيفًا من أربعة أضعاف التي نتجت عن أعمال جون تولاند مثل الناصري أو اليهود، الوثني، والمحمدي المسيحية، مثلت الديانات الإبراهيمية الثلاثة «أمم» مختلفة أو طوائف داخل الدين نفسه، «التوحيد الحقيقي».
وصف دانييل ديفو التعريف الأصلي على النحو التالي: «الدين هو العبادة الممنوحة لله بشكل صحيح، ولكن تنطبق أيضاً على عبادة الأصنام والآلهة الزائفة». في مطلع القرن التاسع عشر، بين عام 1780 وعام 1810، تغيرت اللغة بشكل كبير: بدلاً من أن يكون «الدين» مرادفًا للروحانية، بدأ المؤلفون في استخدام صيغة الجمع، «الأديان» للإشارة إلى كل من المسيحية وأشكال العبادة الأخرى. لذلك، فإن موسوعة هانا ادامز المبكرة، على سبيل المثال، قد تم تغيير اسمها من مجموعة أبجدية من مختلف الطوائف ... إلى قاموس لجميع الأديان والطوائف الدينية.
في عام 1838، تضاعفت بشكل كبير التقسيم الرباعي للمسيحية واليهودية والمحمدية (المصطلح القديم للإسلام) والوثنية بشكل كبير من خلال نظرة جوسيا كوندر في كتابه التحليلية والمقارنة لجميع الأديان الموجودة بين البشر. لا يزال عمل كوندر متمسكًا بالتصنيف الرباعي، لكنه يجمع في نظره لمزيد من التفاصيل الكثير من الأعمال التاريخية لإنشاء شيء يشبه صورتنا الغربية الحديثة: فهو يشمل الدروز واليزيديين والمندائيين والعيلاميين في قائمة بالمجموعات التوحيدية المحتملة. وصنّف الزرادشتية تحت الفئة الأخيرة من «الشرك والتوحيد»، وصنّف «الفيدا، وبوراناس، والتانترا، والطوائف الإصلاحيَّة» للهند في فئة «الوثنية البرهمانية»، وصنف كل من البوذية، والجاينية، والسيخية، واللامية في فئة «دين الصين واليابان»، أما «الخرافات الأميّة» في فئة الأخرى.
بدأ المعنى الحديث لعبارة «الدين العالمي»، أي وضع غير المسيحيين على نفس مستوى المسيحيين، مع مؤتمر أديان العالم في عام 1893 في شيكاغو. حفز المؤتمر على إنشاء عشرات المحاضرات الممولة من القطاع الخاص بهدف اطلاع الناس على تنوع التجربة الدينية: ومولت هذه المحاضرات الباحثين مثل ويليام جيمس، ودي. سوزوكي، وألان ويلسون واتس، الذين أثروا بشكل كبير على المفهوم العام للأديان العالمية.
في النصف الأخير من القرن العشرين، أصبحت فئة «الدين العالمي» موضع تساؤل خطير، خاصةً بالنسبة لرسم أوجه التشابه بين الثقافات المختلفة إلى حد كبير، وبالتالي خلق فصل تعسفي بين الديني والعلماني. حتى أساتذة التاريخ أخذوا يلاحظون الآن هذه التعقيدات وينصحون بعدم تعليم «أديان العالم» في المدارس. يرى آخرون أن تشكيل الأديان في سياق الدولة القومية هو «اختراع التقاليد».

## التركيبة السكانية الدينية
إحدى الطرق لتعريف الدين الرئيسي هي عدد الأتباع الحاليين. يتم حساب أعداد السكان حسب الدين من خلال مجموعة من تقارير التعداد والدراسات الإستقصائية السكانية (في البلدان التي لا تُجمع فيها بيانات الدين في التعداد، على سبيل المثال الولايات المتحدة أو فرنسا)، ولكن يمكن أن تختلف النتائج على نطاق واسع اعتماداً على طريقة صياغة الأسئلة، أو تعاريف الدين المستخدمة أو انحياز الوكالات أو المنظمات التي تقوم بإجراء المسح. يصعب بشكل خاص حساب الديانات غير الرسمية أو غير المنظمة.
لا يوجد إجماع بين الباحثين على أفضل المنهجية لتحديد الشخصية الدينية في سكان العالم. هناك عدد من الجوانب الأساسية التي لم يتم حلها:
- ما إذا كان يجب حساب «الثقافة الدينية السائدة تاريخياً».[13]
- ما إذا كان يجب حساب فقط أولئك الذين «يمارسون» بنشاط ديناً معيناً.[14]
- ما إذا كان الاعتماد على أساس مفهوم «الالتزام».[15]
- ما إذا كان يجب حساب فقط أولئك الذين يعرفون أنفسهم صراحةً بالانتساب إلى طائفة معينة.[16]
- سواء حساب البالغين فقط، أو شمل الأطفال كذلك.
- ما إذا كان الاعتماد فقط على الإحصاءات الرسمية المقدمة من الحكومة.[17]
- سواء استخدام مصادر ونطاقات متعددة أو «أفضل مصدر (مصادر)» واحد.

### أكبر المجموعات الدينية
النسبة المئوية لجميع أتباع الديانات، في عام 2010
| الديانة     | تعداد الأتباع (بالملايين) | التقاليد الثقافية      | منطقة المنشأة      | مرجع          |
| ----------- | ------------------------- | ---------------------- | ------------------ | ------------- |
| مسيحية      | 2,420                     | الأديان الإبراهيمية    | الشرق الأوسط       | [ 18 ] [ 19 ] |
| إسلام       | 1,800                     | الأديان الإبراهيمية    | الشرق الأوسط       | [ 20 ] [ 21 ] |
| هندوسية     | 1,150                     | الأديان هندية (دراميَّة) | شبه قارة الهند     | [ 18 ]        |
| بوذية       | 520                       | الأديان هندية (دراميَّة) | شبه قارة الهند     | [ 19 ]        |
| أديان شعبية | 400                       | بحسب المنطقة           | في كل أنحاء العالم | [ 22 ]        |

### الأديان متوسطة الحجم
فيما يلي ديانات العالم متوسطة الحجم:
| الديانة    | تعداد الأتباع (بالملايين) | التقاليد الثقافية      | بلد المنشأ                       | مراجع         |
| ---------- | ------------------------- | ---------------------- | -------------------------------- | ------------- |
| طاوية      | 12–173                    | الأديان الصينية        | الصين                            | [ 23 ]        |
| شنتو       | 100                       | الأديان اليابانية      | اليابان                          | [ 24 ] [ 25 ] |
| فالون غونغ | 80–100                    | الأديان الصينية        | الصين القرن العشرين              | [ 26 ]        |
| سيخية      | 30                        | الأديان هندية (دراميَّة) | شبه قارة الهند، القرن الخامس عشر | [ 27 ]        |
| يهودية     | 14.5                      | الأديان الإبراهيمية    | بلاد الشام (الشرق الأوسط)        | [ 18 ] [ 28 ] |